# Leucobryum pseudomadagassum
Leucobryum pseudomadagassum är en bladmossart som beskrevs av Jules Cardot 1904. Leucobryum pseudomadagassum ingår i släktet Leucobryum och familjen Dicranaceae. Inga underarter finns listade i Catalogue of Life.